# 마르그레트 에이릭스도티르
마르그레트 에이릭스도티르(고대 노르드어: Margrét Eriksdottir, 노르웨이어: Margrete Eriksdatter 마르그레테 에릭스다테르[*], 스코틀랜드 게일어: Maighread: 1283년 4월 9일 – 1290년 9월 26일)는 노르웨이의 공주이자 스코트인의 여왕(재위: 1286년 11월 25일 ~ 1290년 9월 26일)이다.
노르웨이 왕 에이리크 2세과 스코틀랜드 왕 알락산다르 3세 막 알락산다르의 딸 마그라드 닉 리 알라스다르 사이에 태어난 딸이다. 어머니가 산욕열로 죽고 외할아버지가 낙마사한 뒤 스코틀랜드 왕위를 물려받았다. 그러나 스코틀랜드로 가는 길에 뱃멀미가 악화되어 오크니에서 사망했다. 시신은 노르웨이로 돌려보내져 베르겐에 묻혔다.
마르그레트가 대관식도 치르지 못하고 죽음으로 인해 스코틀랜드는 공위기에 돌입했고, 이 과정에 잉글랜드가 개입하면서 스코틀랜드 독립 전쟁이 시작된다.